# Amarte es mi pecado
 (срп. Грешна љубав) мексичка је теленовела, продукцијске куће Телевиса, снимана 2004.

## Синопсис
Нора је лепа девојка пуна снова. Жене јој завиде, мушкарци јој се диве и прижељкују је за себе. Али, она има очи само за скромног и сиромашног младића Алфреда. Њен отац Хакобо врши притисак на њу да се уда за неког богаташа, по могућности на високом положају. С обзиром на то да је Хакобово здравље озбиљно нарушено, Нора одлучује да романсу са Алфредом држи у тајности. Након што јој отац умре, у Нори се мешају шок и неверица када сазна да ју је маћеха Исаура буквално продала Ериберту, најбогатијем човеку у граду и то уз Алфредову помоћ. Желећи да одбрани своју част, Нора рањава Ериберта, али он не жели да је пријави како би избегао скандал.
Међутим, говоркања људи у граду не престају, па Нора одлучује да се пресели у Морелију са тетком Алехандром. Када стигне у нову средину, Нора упознаје Артура и потпуно му се предаје. Он је воли, али одлучује да оде у иностранство када му понуде посао о којем је одувек маштао — биће пилот успешне авио-компаније. Међутим, обећава Нори да ће се вратити и оженити њоме, па она, пуна илузија, припрема венчање.
Нажалост, судбина одлучује да умеша прсте — Артуро упознаје самоуверену новинарку Паулину. Њих двоје се опијају и проводе ноћ заједно. Ујутру схватају не само да су водили љубав већ и да су се венчали! Након што се договоре да ће се развести што је пре могуће, растају се и свако креће на своју страну. Када се Паулина врати у Мексико, признаје свом веренику Хуан Карлосу шта се догодило. Он јој опрашта прељубу и каже да ће наставити са припремама за венчање, те да ће стати на луди камен након што се она разведе од Артура. Међутим, Паулина није тако сигурна да жели да се уда за Хуан Карлоса. Штавише, убеђена је да се на први поглед заљубила у Артура.
У међувремену, Нора сазнаје да чека Артурово дете. Али пре него што стигне да му саопшти лепе вести, он добија позив од Паулине, која га обавештава да је у другом стању. Осећај одговорности приморава Артура да исприча Нори шта се догодило, раскине веридбу са њом и остане у браку са Паулином. Нора одлучује да му прећути трудноћу, те да се у потпуности посвети детету које чека. Но, игром случаја губи бебу и тада се заклиње да никада више неће волети. Одлучује да искористи своју лепоту како би мењала мушкарце као чарапе и обогатила се. Истовремено, смишља како да се освети Артуру зато што ју је издао. Жели да натера себе да га мрзи из дна душе, иако зна да га заправо воли, упркос томе што је љубав коју осећа према њену њен највећи грех.

## Улоге
| Глумац             | Улога                                |
| ------------------ | ------------------------------------ |
| Јадира Кариљо      | Леонора Нора Гузман Мадригал де Орта |
| Серхио Сендел      | Артуро Сандовал де Анда              |
| Алесандра Росалдо  | Паулина Алмазан Миранда              |
| Силвија Паскел     | Исаура Авила де Гузман               |
| Алексис Ајала      | Леонардо Муњоз де Сантијаго          |
| Рене Касадос       | Хуан Карлос Орелана                  |
| Луис Химено        | Клементе Сандовал                    |
| Адријана Роел      | Хертрудис де Рејес                   |
| Антонио Меделин    | Ериберто Рејес                       |
| Арон Ернан         | Хоакин Аркадио                       |
| Луис Бахардо       | Маноло Тапија                        |
| Емилија Каранза    | Пилар Кансино                        |
| Силвија Манрикез   | Ана Марија Фернандез дел Ара         |
| Марија Прадо       | Ћоле Окампо                          |
| Одисео Бичир       | Серхио Саманјего                     |
| Алехандро Ибара    | Алфредо де ла Мора                   |
| Инрид Мартс        | Рената Куриога                       |
| Ерика Буенфил      | Хисела Лопез Монфорт                 |
| Хосефина Ечанове   | Дамјана Мендиола                     |
| Херардо            | Августин                             |
| Маурисио Аспе      | Рафаел Алмазан Миранда               |
| Мануел Охеда       | Хакобо                               |
| Еухенио Кобо       | Иполито                              |
| Ернесто Лагвардија | контуктер аутобуса                   |

## Занимљивости
- теленовела је снимана по оригиналној прича Лилијане Абуд.
- прва главна улога у каријери Серхија Сендела.
- трећа сарадња Јадире Кариљо и Ернеста Алонса (El precio de amor, La otra), а глумила је и у његовој теленовели Barrera de amor.
- Јадира Кариљо и Серхио Сендел тумаче главни љубавни пар, глумили су заједно у Алонсовој претходници Друга жена.
- једна од главних улога поверена је Алесандри Росалдо, бившој чланици музичке групе „Sentidos Opuestos“, која је у дуету са Рикардом Монтанером отпевала насловну нумеру теленовеле.
- у теленовели глуме брат и сестра у правом животу, Хосефина и Алонсо Ећанове. Она игра Дамјану Мендиолу, а он Фелипеа Ферандес дел Ара.
- 13 номинација на додели награда часописа TVyNovelas, 4 освојених награда.
- Татијана Родригез, бивша укућанка друге сезоне мексичког Великог Брата и представница Мексика на избору Мис света 2001, такође је добила прилику глумити у теленовели, глумила је Џесику. То јој је уједно био глумачки деби.
- првом дану снимања присуствовала је екипа теленовеле Права љубав, како би Ернесту Алонсу и глумачкој екипи пожелели пуно успеха.
- Ерика Буенфил и Алексис Ајала глумили су љубавни пар у теленовелама Три жене и Снага љубави, ово им је била трећа сарадња.
- првобитни назив теленовеле био је Mi pecado fue amarte (Мој грех је волети те).
- Ингрид Мартс упоредно са овом теленовелом радила је и на Естрадиној Правој љубави.
- на саму промоцију теленовеле уложено је 15 сати.
- један део теленовеле Алонсо Ећанове није причао својим гласом, него га је дуплирао гласом Фелипе Нахера.
- малу гостујућу улогу имала је Галилеа Монтихо.
- Серхио Рамос, који је у теленовели тумачио лик Силверија, преминуо је 2. јуна 2004, недуго након завршетка емитовања.
- у време снимања теленовеле, Јадира Кариљо изјавила је како се уморила непрестано плачући у серији и да једва чека крај снимања.
- последњу епизоду на Унивисиону гледало је 3.11 милиона људи.